# Landkreis Löbau-Zittau
Landkreis Löbau-Zittau är en Landkreis i allra ösligaste delen av den tyska delstaten Sachsen med Zittau som huvudort. Här bor ungefär 144 000 människor (2005). Bilarna har ZI på nummerskyltarna.

## Geografi
I norr gränsar Landkreis Löbau-Zittau till Niederschlesischer Oberlausitzkreis och den kreisfria staden Görlitz, i väster Landkreis Bautzen, i öster Polen och i söder till Tjeckien.

## Ekonomi
Under DDR-tiden var området starkt präglat av industri, i synnerhet bil-, maskin och textilindustri. Men efter den tyska återföreningen bröt allt samman. Nya företag har svårt att etablera sig på grund av de långa transportvägarna. Arbetslösheten ligger sedan många år stabilt på över 20%. Man sätter nu sitt hopp till EU:s östutvidgning, som skulle kunna göra gränsområdet mellan Polen, Tyskland och Tjeckien till ett strategiskt viktigt område. Annars försöker man, som överallt annars i före detta Östtyskland, satsa på turismen.

## Administrativ indelning
Följande städer och Gemeinden ligger i Landkreis Löbau-Zittau (invånarantal 2005):

## Städer
- Bernstadt auf dem Eigen (4.114)
- Ebersbach (8.920)
- Herrnhut (2.757)
- Löbau (18.093)
- Neugersdorf (6.318)
- Neusalza-Spremberg (2.494)
- Ostritz (2.924)
- Seifhennersdorf (4.715)
- Zittau (25.428)

## Gemeinden
- Beiersdorf (1.316)
- Berthelsdorf (1.790)
- Bertsdorf-Hörnitz (2.581)
- Dürrhennersdorf (1.220)
- Eibau (4.961)
- Friedersdorf (1.445)
- Großhennersdorf (1.556)
- Großschönau (6.635)
- Großschweidnitz (1.444)
- Hainewalde (1.784)
- Hirschfelde (4.971)
- Jonsdorf (1.885)
- Lawalde (2.119)
- Leutersdorf (4.198)
- Mittelherwigsdorf (4.269)
- Niedercunnersdorf (1.700)
- Obercunnersdorf (2.235)
- Oderwitz (5.972)
- Olbersdorf (5.944)
- Oppach (2.978)
- Oybin (1.609)
- Rosenbach (1.743)
- Schönau-Berzdorf auf dem Eigen (1.809)
- Schönbach (1.374)
- Strahwalde (820)

1. ↑  hämtat från: italienskspråkiga Wikipedia.[källa från Wikidata]